# Skepperstads kyrka
Skepperstads kyrka är en kyrka i Skepperstad i Växjö stift. Den är församlingskyrka i Sävsjö församling.

## Kyrkobyggnaden
Kyrkan uppfördes förmodligen i slutet av 1100-talet. Kyrkan är som de flesta medeltida kyrkor enligt gammal kristen tradition orienterad med koret i öster. Kyrkan genomgick under 1800-talet en genomgripande renovering och påminner till det yttre om en kyrka i empirestil. Tornet kröns av en lanternin med tornur och ett kors. Interiören är av salkyrkotyp med ett plant innertak. Koret är dekorerat med två målade kolonner som flankerar korfönstret. Fönstret i målat glas är utfört av konstnären Oscar Brandberg, Stockholm.

## Inventarier
- Dopfunt med fot av sandsten från 1200-talet är ett verk av Njudungsmästaren.
- Triumfkrucifix från 1300-talet.
- Tio stycken helgonbilder från 1400-talet som förmodligen tillhört ett altarskåp.
- Predikstol av rundformat slag med uppgång från sakristian. Prydd med kristna symboler.
- Votivskepp från 1700-talet.

### Orgel
- 1883 bygger August Svensson en orgel med 5 stämmor.
- 1949 bygger John Grönvall Orgelbyggeri, Lilla Edet en orgel med 10 stämmor.
- 1973 bygger Olof Hammarberg, Göteborg en mekanisk orgel. Fasaden är från 1883 års orgel. Orgeln har en gemensam svällare för hela orgeln.

| Manual I     | Manual II      | Pedal      | Koppel |
| Rörflöjt 8'  | Gedakt 8´      | Subbas 16´ | I/P    |
| Principal 4´ | Koppelflöjt 4' |            | II/P   |
| Waldflöjt 2' | Principal 2'   |            | II/I   |
| Mixtur III   |                |            |        |

### Webbkällor
- Riksantikvarieämbetet,Skepperstads kyrka
- Historiska museet: kyrka